# Narcodontie
Narcodontie is een specifiek aandachtsgebied binnen de tandheelkunde, die inhoudt dat tandheelkundige zorgen onder algehele narcose wordt verzorgd.
Narcodontie kan gebeuren wanneer er medische of andere omstandigheden zijn, die het op de gebruikelijk wijze behandelen van de tanden onmogelijk of niet wenselijk maakt.